# Elizabeth Redfern
Elizabeth Redfern (* 29. Oktober 1950 in Cheshire, England) ist eine englische Bibliothekarin und Schriftstellerin.
Redfern studierte an der Universität Nottingham und schloss ihr Studium u. a. mit einem B.A. in Englischer Sprache ab. Anschließend bekam sie eine Anstellung als Bibliothekarin am Ealing College (Ealing).
Später heiratete Redfern und zog mit Ehemann (Jurist) und Tochter nach Derbyshire (Peak District).  Neben einem kleineren Lehrauftrag am Derbyshire County Council widmete sie sich ab dieser Zeit nur noch dem Schreiben.
Redfern spielt seit ihrer Schulzeit Geige und ist Mitglied des „Derbyshire Symphony Orchestra“.

## Werke
- Der Fluch der Sterne. Historischer Roman („The music of the spheres“). BLT, Bergisch Gladbach 2003, ISBN 3-404-92140-2.
- Die Schwester der Engel. Historischer Roman („The truth girl“). BLT, Bergisch Gladbach 2007, ISBN 978-3-404-92260-4.
- Der Stein des Bösen. Historischer Roman („Auriel rising“). BLT, Bergisch Gladbach 2006, ISBN 978-3-404-92223-9.

| Personendaten    | Personendaten                                 |
| ---------------- | --------------------------------------------- |
| NAME             | Redfern, Elizabeth                            |
| KURZBESCHREIBUNG | englische Bibliothekarin und Schriftstellerin |
| GEBURTSDATUM     | 29. Oktober 1950                              |
| GEBURTSORT       | Cheshire, England                             |